# Photichthyoidei
Sous-ordre
Les Photichthyoidei sont un sous-ordre de poissons de l'infra-classe des téléostéens (Teleostei).

## Systématique
Le sous-ordre des Photichthyoidei est attribué, en 1974, à l'ichtyologiste américain Stanley Howard Weitzman (d) (1927-2017).

## Liste des familles
Selon ITIS :
- famille des Phosichthyidae Weitzman, 1974
- famille des Stomiidae Bleeker, 1859